# Saint-André-de-Bohon
Saint-André-de-Bohon település Franciaországban, Manche megyében. Lakosainak száma 369 fő (2022. január 1.). Saint-André-de-Bohon Auxais, Graignes-Mesnil-Angot, Marchésieux, Tribehou, Terre-et-Marais és Carentan-les-Marais községekkel határos.

## Népesség
A település népessége az elmúlt években az alábbi módon változott:
| Lakosok száma | 318  | 297  | 258  | 307  | 324  | 334  | 338  | 353  | 361  | 369  |
|               | 1968 | 1982 | 1990 | 2006 | 2013 | 2015 | 2017 | 2019 | 2020 | 2022 |